# 文化路街道 (郑州市)
文化路街道，是中华人民共和国河南省郑州市金水区下辖的一个乡镇级行政单位。

## 行政区划
文化路街道下辖以下地区：
农大社区、郑大工学院社区、郑花路社区、博物院社区、文丰社区、信息社区、俭学街社区、农科院社区、经五路社区、农西社区、农科路社区、国贸中心社区、蓝堡湾社区、天骄华庭社区和关虎屯村。